# Романовка (вулкан)
Романовка — спящий стратовулкан в центральной части полуострова Камчатка, в верховьях реки Козырёвки, южной части Срединного хребта. Абсолютная высота — 1442 м, относительная — около 800 м. метра над уровнем моря. На вершине маленькая кальдера. С тремя куполами. У подножия маленький шлаковый конус и один туфический конус.